# سارا گودریج
سارا گودریج (انگلیسی: Sarah Goodridge; ۵ فوریهٔ ۱۷۸۸ – ۲۸ دسامبر ۱۸۵۳) نقاش اهل ایالات متحده آمریکا بود که بیشتر با چهره‌نگاری مینیاتوری شناخته می‌شود. از آثار برجسته‌اش زیبایی آشکارشده را می‌توان نام برد.

## نگارخانه

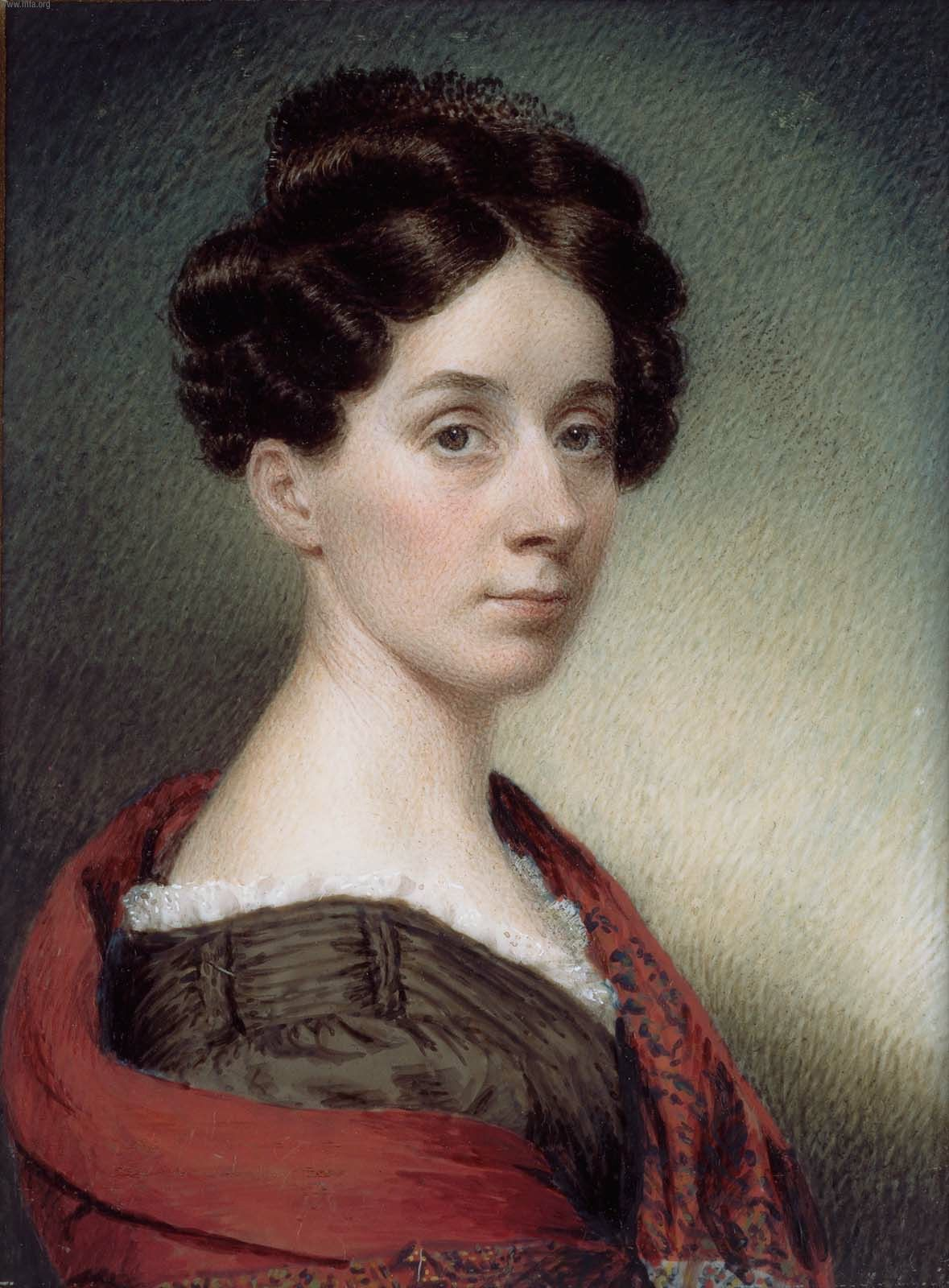
خودنگاره ۱۸۳۰
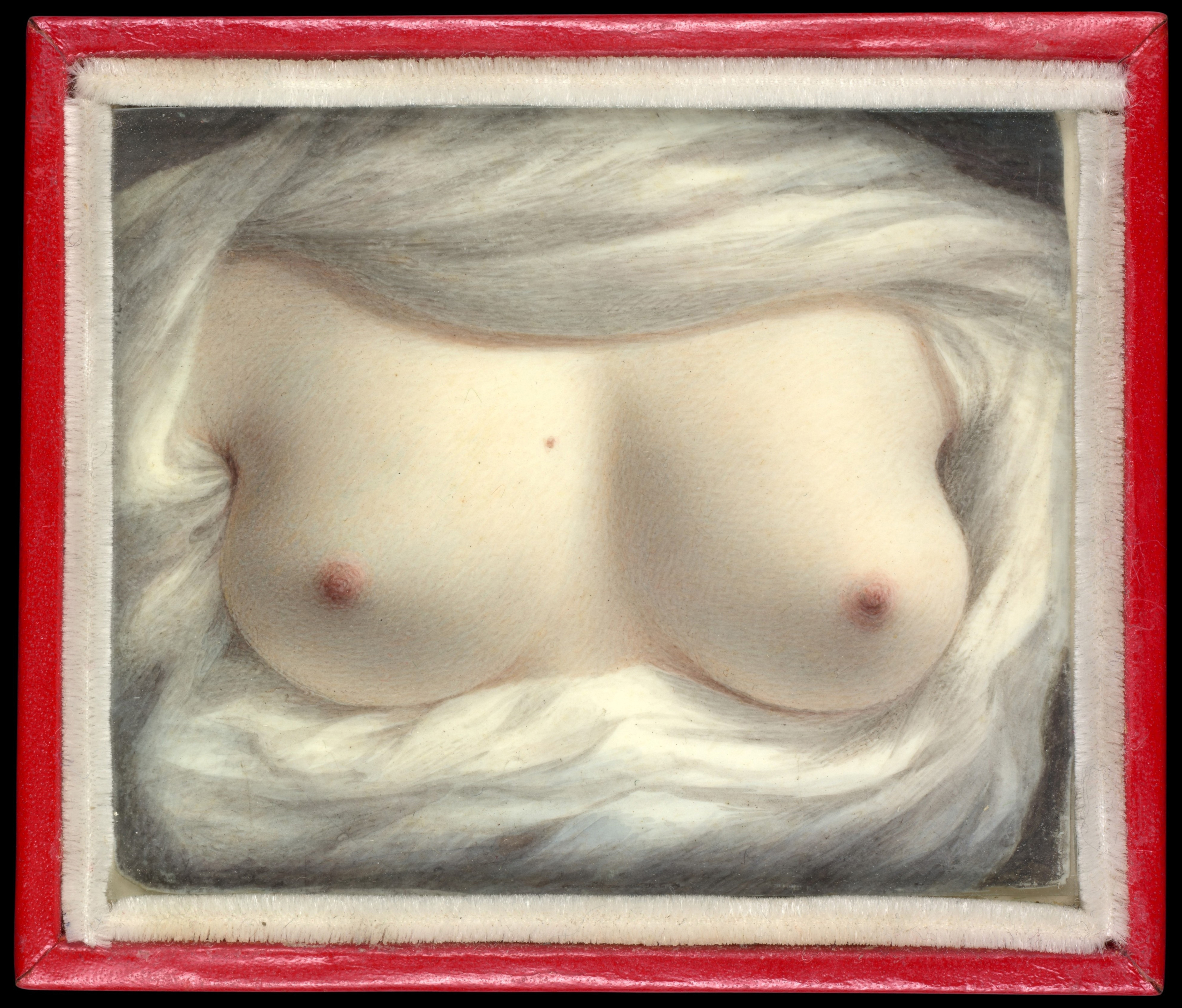
خودنگارهٔ زیبایی آشکارشده ۱۸۲۸ م. موزه متروپولیتن نیویورک
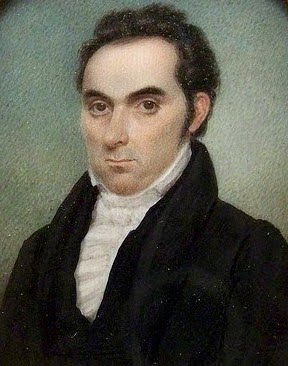
دنیل وبستر
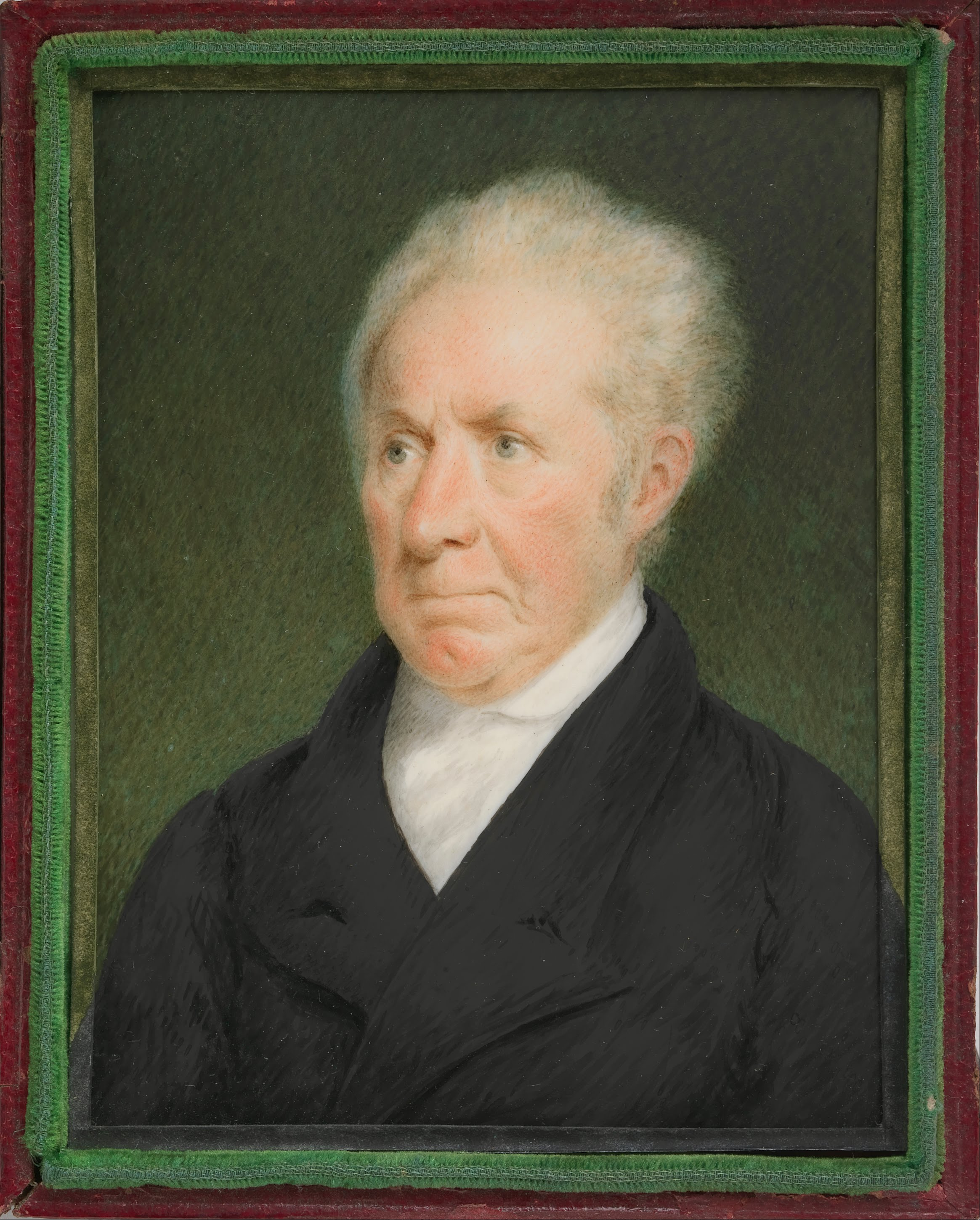
گیلبرت استوارت